# Scott Sio
Scott Sio (nacido en Eastwood, NSW el 16 de octubre de 1991) es un jugador de rugby australiano, que juega de segunda línea para la selección de rugby de Australia y, actualmente (2015) para los Brumbies en el Super Rugby.
Sio representó a Australia en la selección sub-20 que intervino en el Campeonato Mundial de Rugby Juvenil de 2011.
Su debut con los Wallabies se produjo en un partido contra la selección de rugby de Nueva Zelanda, celebrado en Sídney el 17 de agosto de 2013. Formó parte de la selección australiana que quedó subcampeona de la Copa Mundial de Rugby de 2015. 